# This Place We Call Our Home
|  | Denne artikel er oprettet af botten Steenthbot ud fra en ekstern database. Den kan derfor have sproglige fejl eller mangler. Denne skabelon kan fjernes efter kontrol af indholdet. |

This Place We Call Our Home er en dansk dokumentarfilm fra 2014 instrueret af Sybilla Tuxen og Thora Lorentzen.

## Handling
Krig kommer som en snigende fornemmelse, der trænger ind gennem sprækkerne i de ukrainske hjem. Gennem musik og nærværende hverdagsscener møder vi forskellige lag i samfundet; dem der venter, dem der bliver hjemme. Hver enkelt bliver tvunget til at tage stilling til krigens konsekvenser og træffe afgørende valg.
Vi møder to bedste venner, der befinder sig i en passiv ventetid. Den ene vil kæmpe ved fronten for Ukraine, den anden vil blive derhjemme. Han tror af princip ikke på krigen. De står foran afskeden, et farvel de begge forsøger at fortrænge.